# 伊斯蘭教宗教領袖
在傳統上，伊斯蘭教宗教領袖是知識份子、清真寺及政府的一部分，在他們的社區及國家扮演重要的角色。不過，在現代穆斯林為少數的非穆斯林國家及土耳其、印尼、孟加拉等世俗國家，宗教領導權是以多種間接的形式來體現。

## 阿拉瑪
阿拉瑪是阿拉伯語、波斯語及其他伊斯蘭語言的術語，意指「學識非常淵博」，是對在伊斯蘭思想、法學及哲學上有極高成就的學者所用的尊稱。

## 阿爾瑪米
阿爾瑪米是西非穆斯林統治者的稱號，特別是19世紀的征服國家。

## 哈里發
哈里發有「代理人」、「繼承人」的意思。這個頭銜在先知穆罕默德去世不久後創立，起初是由權貴階級推舉一些穆罕默德的同伴出任哈里發來領導穆斯林社會。在倭馬亞王朝開始，哈里發由統治家族傳承，直至1923年被穆斯塔法·凱末爾·阿塔圖爾克廢棄。

## 伊瑪目
伊瑪目在阿拉伯語裡是指「領袖」，例如一個國家的統治者可以稱為伊瑪目。不過，伊瑪目一詞在伊斯蘭教的傳統裡有其他的含意，特別是對什葉派而言，什葉派認為只有伊瑪目才是先知的合法繼承人。遜尼派會把一些重要的宗教領袖稱為伊瑪目，例如遜尼派其中一個法學派別的創始人被稱為伊瑪目沙斐儀。

## 大伊瑪目
艾資哈爾清真寺及艾資哈爾大學的「大伊瑪目」或「伊瑪目中的伊瑪目」是遜尼派一個崇高的頭銜，並且是埃及一個重要的正式頭銜。一些穆斯林視之為是遜尼派伊斯蘭教法學的最高權威。大伊瑪目對於全球艾什爾里派及馬圖里迪派神學派別的追隨者有很大的影響力，而亞特哈里派及賽萊菲派的領袖則在沙特阿拉伯。

## 大穆夫提
大穆夫提是指解釋穆斯林法律的最高法官。

## 穆安津
穆安津是指在星期五禮拜及日常的五次禮拜當中負責宣禮的人。一些清真寺有一個具體的位置進行宣禮，例如叫拜樓或清真寺的一個指定區域。大型清真寺通常有一位「清真寺傭人」，一般是由他負責宣禮。至於小型清真寺，宣禮的工作會由清真寺的伊瑪目兼任。

## 穆智台希德
穆智台希德是伊斯蘭教文獻《古蘭經》及聖訓的解釋者。在中世紀之前，穆夫提就是穆智台希德，除了擬定法律、鑒別聖訓等日常工作，還會解答個別的法律咨詢。後來的神學家開始意識到不是所有的穆夫提都有充分的法律知識去應對越加複雜的環境，於是把具備豐富法律知識的穆夫提稱為穆智台希德。

## 奇阿依
奇阿依原本是爪哇文化當中使用的稱號，只有男性才稱為奇阿依，奇阿依的妻子被稱為尼阿依。奇阿依是穆斯林學者和領袖，是伊斯蘭習經院裡的重要人物，除了對伊斯蘭教的經文有深入的認識，他們還具備靈性，特別是對於蘇非教團而言。
由於古爪哇人信奉精靈，奇阿依一詞又用以指稱幾乎所有崇拜的人物和事物，包括馬來短劍及王室家族所用的馬車。

## 阿亞圖拉
阿亞圖拉（阿拉伯语：‎、波斯語：‎）是給予什葉派主要教士的一個尊稱。阿亞圖拉的意思是「真主的跡象」，帶有這個稱號的穆斯林都被視為是伊斯蘭領域的專家。少數地位最高及最著名的阿拉圖拉獲得大阿亞圖拉的稱號。

## 註腳
1. ↑  Nasr（1975年），第28页
2. ↑  Njiro（1985年），第115页
3. ↑  Razek（2012年），第1-2页
4. ↑  Chittick（1981年），第135-136页
5. ↑  Hirschl（2011年），第51-52页
6. ↑  Neo（2002年），第27页
7. ↑  Vikør（2005年），第152-153页
8. ↑  Smith & Woodward（2013年），第10页
9. ↑  Lukens-Bull（2005年），第95页
10. ↑  Bakh，Mclntyre & Le Beau（2008年），第247页
11. ↑  Appleby（1997年），第76-77页